# Кішкунгалаш
Кішкунгалаш (угор. Kiskunhalas) — місто в Угорщині. Населення — 28 752 осіб (2011). Кішкунгалаш — четверте по величині місто медьє. Місто розташоване за 130 кілометрів південніше Будапешта.

## Етимологія
Назва міста походить від назви регіона Кішкун і слова угорського слова угор. halas — «рибний».

## Галерея

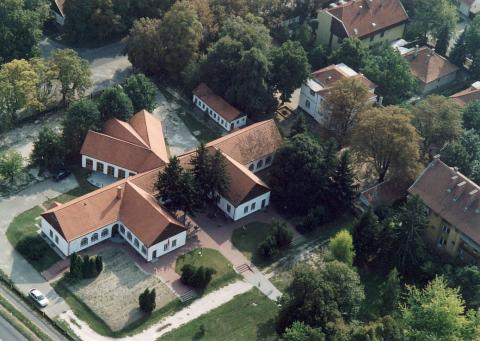
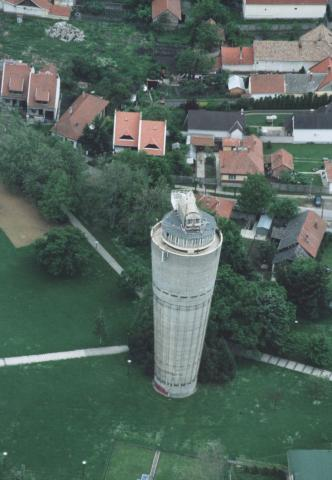
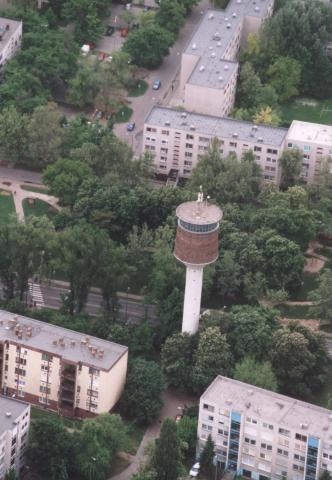

## Історія
Історія міста сягає до 800 років. Кішкунгалаш має багато археологічних артефактів, які представлені в музеї Яноша Торма. З 895 в цьому районі існувало декілька поселень. Місцевість набуває важливого значення, коли сюди прибувають половці; саме від половців походить угорське слово Кун (угор. Kun). Перша письмова документована згадка про Галаш датується 1347 роком. Після 1596 року місто втратило більшу частину свого населення. В XVI і XVII століттях Кішкунгалаш був одним із центрів протестантської реформації на півдні Угорщини. До 1754 він був центром регіону, але потім був позбавлений цього права через підтримку місцевим населенням протестантизму. У 1770 році зведена римо-католицька церква, а в 1823 — пресвітеріанська. У 1910 році населення досягло 25 000 осіб.

## Міста-побратими
| Місто           | Країна    |
| --------------- | --------- |
| Сфинту-Георге   | Румунія   |
| Суботиця        | Сербія    |
| Каніжа          | Сербія    |
| Кронах          | Німеччина |
| Новий Сонч      | Польща    |
| Стрий           | Україна   |
| Годмезевашаргей | Угорщина  |